# Singapur en los Juegos Olímpicos de Montreal 1976
Singapur estuvo representado en los Juegos Olímpicos de Montreal 1976 por cuatro deportistas, tres hombres y una mujer, que compitieron en cuatro deportes.
El portador de la bandera en la ceremonia de apertura fue el yudoca Koh Eng Kian. El equipo olímpico singapurense no obtuvo ninguna medalla en estos Juegos.